# Пештенуца
Пештенуца (рум. Peștenuța) — село у повіті Мехедінць в Румунії. Входить до складу комуни Флорешть.
Село розташоване на відстані 260 км на захід від Бухареста, 27 км на північний схід від Дробета-Турну-Северина, 94 км на північний захід від Крайови.

## Населення
За даними перепису населення 2002 року у селі проживали 80 осіб, усі — румуни. Усі жителі села рідною мовою назвали румунську.